# Skånes simförbunds guldmedalj
Skånes simförbunds guldmedalj utdelas årligen sedan 1943 av Skånes simförbund för "bästa skånska simmarprestation". Utmärkelsen delas ut i samband med förbundets årsmöte.

## Mottagare[2]
| 1943 | Maj-Britt Jansson     |
|      | Gunvor Nilsson        |
| 1944 | Bertil Persson        |
| 1945 | Marianne Nilsson      |
| 1946 | Annie-May Asp         |
| 1947 | Gisela Thidholm       |
| 1948 | uppgift saknas        |
| 1949 | uppgift saknas        |
| 1950 | Håkan Westesson       |
| 1951 | Margareta Westesson   |
| 1952 | Rolf Dahl             |
| 1953 | Monica Peters         |
| 1954 | Lennart Brock         |
| 1955 | Karin Larsson         |
| 1956 | Johnny Lysell         |
| 1958 | Birthe Hansson        |
| 1959 | Kristina Larsson      |
| 1960 | Jan Andersson         |
| 1961 | Karin Grubb           |
| 1962 | Roland Lundin         |
| 1963 | Christina Olsson      |
| 1964 | Marianne Sjöström     |
| 1965 | Tord Andersson        |
|      | SK Rans vattenpololag |
| 1966 | Tord Andersson        |
| 1967 | Gunnar Larsson        |
| 1968 | Tord Andersson        |
| 1969 | Gunnar Larsson        |
| 1970 | Gunnar Larsson        |
| 1971 | Gunnar Larsson        |
| 1972 | Gunnar Larsson        |

| 1973 | Gunnar Larsson      |
| 1974 | Else Gunsten        |
| 1975 | Ann-Sofie Roos      |
| 1976 | Ingrid Nilsson      |
| 1977 | Eva-Marie Håkansson |
| 1978 | Eva-Marie Håkansson |
| 1979 | Ann-Sofie Roos      |
| 1980 | Eva-Marie Håkansson |
| 1981 | Lars Lindkvist      |
| 1982 | Kjell Persson       |
| 1983 | Mikael Örn          |
| 1984 | Eva-Marie Håkansson |
| 1985 | Stefan Persson      |
| 1986 | Stefan Persson      |
| 1987 | Stefan Persson      |
| 1988 | Jan Bidrman         |
| 1989 | Jan Bidrman         |
| 1990 | Jan Bidrman         |
| 1991 | Jan Bidrman         |
| 1992 | Malin Nilsson       |
| 1993 | Louise Karlsson     |
| 1994 | Malin Nilsson       |
| 1995 | Johanna Sjöberg     |
| 1996 | Johanna Sjöberg     |
| 1997 | Johanna Sjöberg     |
| 1998 | Sandra Steffensen   |
|      | Lotta Wänberg       |
| 1999 | Mattias Ohlin       |
| 2000 | Martin Gustavsson   |
| 2001 | Martin Gustavsson   |
| 2002 | Lena Hallander      |

| 2003 | Martin Gustavsson     |
| 2004 | Martin Gustavsson     |
| 2005 | Martin Gustavsson     |
| 2006 | Martin Gustavsson     |
| 2007 | Gabriella Fagundez    |
| 2008 | Ida Marko-Varga       |
|      | SK Rans vattenpololag |
| 2009 | Christoffer Eskilsson |
| 2010 | Jonas Persson         |
| 2011 | Christoffer Eliasson  |
| 2012 | Ida Marko-Varga       |
| 2013 | Louise Hansson        |
|      | Magdalena Kuras       |
| 2014 | Louise Hansson        |
| 2015 | Louise Hansson        |
| 2016 | Louise Hansson        |
|      | Ida Marko-Varga       |
| 2017 | Sophie Hansson        |
|      | Ida Andersson-Wulf    |
| 2018 | Sophie Hansson        |
| 2019 | Louise Hansson        |
|      | Lina Nilsson          |
| 2020 | ej utdelad            |
| 2021 | Sophie Hansson        |
|      | Ida Andersson-Wulf    |
| 2022 | Louise Hansson        |
|      | Ida Andersson-Wulf    |
|      | Emilia Nilsson-Garip  |
|      | Elna Widerström       |
| 2023 | Louise Hansson        |

### Flerfaldiga mottagare
Sju gånger
Louise Hansson
Sex gånger
Gunnar Larsson
Martin Gustavsson
Fyra gånger
Jan Bidrman
Eva-Marie Håkansson
Tre gånger
Tord Andersson
Johanna Sjöberg
Stefan Persson
Ida Marko-Varga
Sophie Hansson
Ida Andersson-Wulf
Två gånger
Ann-Sofie Roos
Malin Nilsson